# Церковь Николы Доброго
Це́рковь Нико́лы До́брого — православный каменный храм, сооружённый в Киеве на Подоле в 1807 году по проекту архитектора А. И. Меленского на месте старого деревянного храма. Церковь была разрушена большевиками в 1935 году, сохранилась только колокольня.

## Название
Происхождение названия храма точно не установлено. Существует версия, что «доброй» церковь прозвали за соседство c больницей для немощных и стариков, которую построил вместе с первым деревянным храмом Самойло Кошка. По другой версии, название церкви более древнее, и происходит от имени киевлянина Добрика.

## История
Существуют предположения, что храм Николы Доброго был построен ещё в XI—XIII веках. Есть киевская легенда о невольнике-половце, который перед иконой святого Николая якобы пообещал своему хозяину киевлянину Добрику, что пригонит ему табун лошадей, если тот даст ему волю. Добрик поверил половцу и подарил свободу. Шло время, но половчанин не спешил исполнять обещанное. По легенде, во время болезни к половцу во сне якобы явился святой Николай и напомнил ему об данном обещании. Это так потрясло половца, что тот пригнал два табуна — один для Добрика и второй для постройки храма святому Николаю. Где именно располагался этот храм не известно.
Из универсала киевского полковника Василия Дворецкого достоверно известно, что на этом месте в конце XVI века гетман Войска Запорожского Самойло Кошка построил деревянный храм в честь Святого Николая Чудотворца. Храм был построен в благодарность Богу за спасение Самойла Кошки из турецкого плена. Эта деревянная церковь была построена на месте более старого деревянного храма. Самойло Кошка приобрёл для церкви также всю необходимую утварь и иконостас. В источниках упоминаются имена священников этой церкви — о. Симеон (1610) и о. Матфей (1613).
Из этого храма уходили в Межигорский монастырь запорожцы, желающие постричься в монахи.
17 августа 1651 года в Киев ворвалось войско литовского гетмана Януша Радзивилла и церковь сгорела. Прихожане за свои средства поставили в 1682 году на её месте новый деревянный 3-престольный 5-банный храм. Но в начале XVIII века от удара молнии сгорел и он.
По разным данным[каким?] — в 1706 или в 1716 году храм перестроили — уже из камня при непосредственном участии священника и в будущем протоиерея Симеона Ширыпы.
Этот храм имел 3 престола, а именно: главный — во имя святителя Николая, боковой южный — в честь Покрова Божьей Матери и боковой северный — в честь апостола Андрея Первозванного. Иконостас для главного алтаря изготовил черниговский мастер, резчик Григорий Петров. В 1716 году рядом с храмом воздвигли каменную колокольню.
Очередной большой пожар произошёл в 1718 году. Была повреждена колокольня и в стенах появились трещины. По решению городских властей храм пришлось разобрать в 1796 или 1799 году, а повреждённый огнём иконостас, перенесли в церковь села Жуковцы. Прихожане не согласились с решением епархиальных властей 1787 года о приписании их к соседней Покровской церкви и за короткое время, благодаря стараниям церковного старосты Е. С. Чернова, собрали 5 тысяч рублей, что позволило 15 июня 1800 года с благословения митрополита Киивского Гавриила (Банулеска) заложить на месте разобранного храма новый однопрестольный храм. За строительными работами надзирали его настоятель священник о. И. Мойсеенков и ктиторы Назарий Сухота и Яков Могилевец. 13 октября 1807 года с благословения митрополита Киевского Серапиона состоялось освящение храма, построенного по проекту архитектора А. И. Меленского в классическом стиле.
Церковь украшал ампирный портик с колоннадой и две увенчанные крестами цилиндрических башни, а внутри располагался иконостас, выполненный по рисункам архитектора в классическом стиле. Под престол была положена памятная доска, которую обнаружили во время празднования 100-летнего юбилея храма в 1907 году. Среди святынь храма были иконы св. Николая и Божьей Матери Одигитрии, написанные на рубеже XVI и XVII вв. в византийском стиле, Триодь Посная 1640 года киевской печати и Требник 1646 года львовской печати.

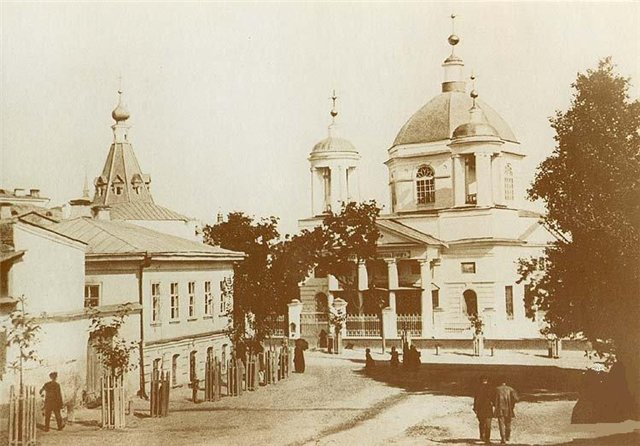
Фотография конца XIX века.

Подольский пожар 1811 года не сильно повредил храм — сгорели два деревянных покрытых железом купола, крест на большом куполе, 5 верхних и 2 нижних окна. Реставрировали храм почти 20 лет. Западный фасад был украшен выносным четырёхколонным портиком тосканского ордера. Северная и южная стороны украсились треугольными фронтонами. Над западной стеной размещались две башни-звонницы из шести соединённых колонн ионического ордера. Они поддерживали полусферические купола на широком антаблементе. Над центром здания размещался большой многогранный купол с полуциркульными окнами. Над куполом был небольшой купол — так называемый фонарик. В середине храма был большой ампирный иконостас в виде короны, который поддерживали колонны коринфского ордера. На стенах сохранялись росписи 1855 года художника Сухобовского.
В 1913 году в этой церкви венчался писатель Михаил Булгаков и его первая жена Татьяна Лаппа. Венчал их священник Александр Глаголев, позднее выведенный в образе о. Александра в романе «Белая гвардия».
В 1922 году в этой же церкви отпевали мать писателя Варвару Михайловну Булгакову.[значимость факта?]
Церковь была разрушена большевиками в 1935 году, но колокольня сохранилась. На месте храма соорудили школу.

## Колокольня с храмом Симеона Столпника

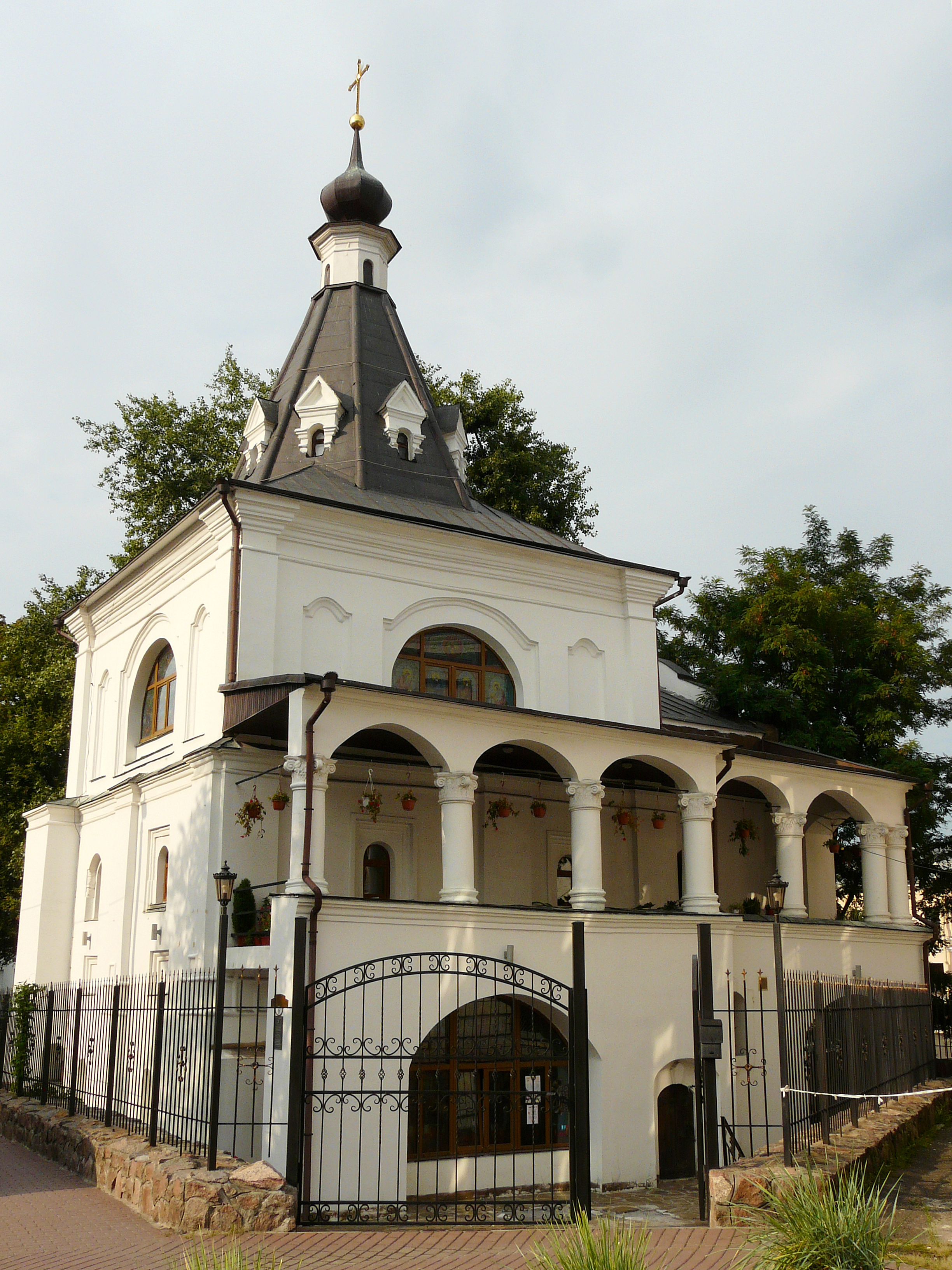
Колокольня церкви Николы Доброго

Колокольня построена в традициях московской архитектуры с элементами украинского зодчества. Колокольня построена из кирпича, в плане прямоугольная, трёхъярусная, с шатровым завершением. На втором ярусе южного фасада, к колокольне примыкает аркада-галерея. На шатре с треугольными фронтонами расположены слуховые окна, сам шатёр увенчан луковичной главкой.
Судя по формам шатрового завершения и декору фасадов, колокольню строил русский мастер, вероятно, тот же, который строил колокольню Ильинской церкви.
В 1718 году ещё во время строительства колокольню с надвратной церковью Симеона Столпника повредил пожар. Умирая, Семён Ширыпа взял клятву со своего сына Михаила, что тот восстановит и храм, и колокольню. При помощи митрополита Рафаила Заборовского прихожане собрали средства на ремонт храма и колокольни. Но при строительстве самой церкви святого Николая «в русском вкусе» (в храме молились в основном русские купцы, проживающие на Подоле), было допущено много архитектурных ошибок и храм грозил развалиться.
После ремонта храм снова стал наклоняться. Известные купцы ездили по империи и собирали средства на ремонт храма. В плачевном состоянии находился и второй ярус колокольни. Над её возрождением трудился уже внук Семёна Ширыпы — священник Гаврила. Ремонтом колокольни руководил архитектор И. Г. Григорович-Барский. Под его руководством увеличили проёмы окон, был удалён занимавший много места центральный столб, стены и своды укрепили металлическими конструкциями, заменили кровлю. Церковь Симеона была торжественно открыта в 1781 году. Через 6 лет службы стали проходить только в храме святого Симеона, так как Николаевская церковь снова стала аварийно-опасной. И уже в 1799 году с одобрения киевского митрополита решили старый храм снести и построить на его месте новый.
Пожар 1811 года нанёс значительный ущерб — колокольня полностью обгорела, поплавились колокола, церковь святого Симеона была уничтожена. Решено было соорудить под колокольней «тёплый храм», а церковь святого Симеона переименовали в церковь святой Варвары. В 1854 году начали расписывать храм Варвары.
В начале 1820-х годов под руководством архитектора А. И. Меленский был восстановлен нижний этаж колокольни, в котором размещалось жильё, и второй ярус с Симеоновской церковью. Окончены ремонтные работы были в 1822 году.
В 1964—1968 годах колокольня снова была отреставрирована. Разобрали более поздние жилые пристройки, которые примыкали к памятнику, расчистили декор с южной стороны и восстановили галерею с аркадой колонн стилизованного коринфского ордера.
В 1992 году в колокольне был устроен алтарь и колокольня была освящена, как церковь Святого Николая. Богослужения в ней проводит община Украинской грекокатолической церкви.

## Адрес
- г. Киев, ул. Покровская, 6.